# Polyommatus solskyi
Polyommatus solskyi är en fjärilsart som beskrevs av Nicolas Grigorevich Erschoff 1874. Polyommatus solskyi ingår i släktet Polyommatus och familjen juvelvingar. Inga underarter finns listade i Catalogue of Life.